# Бургос (сир)

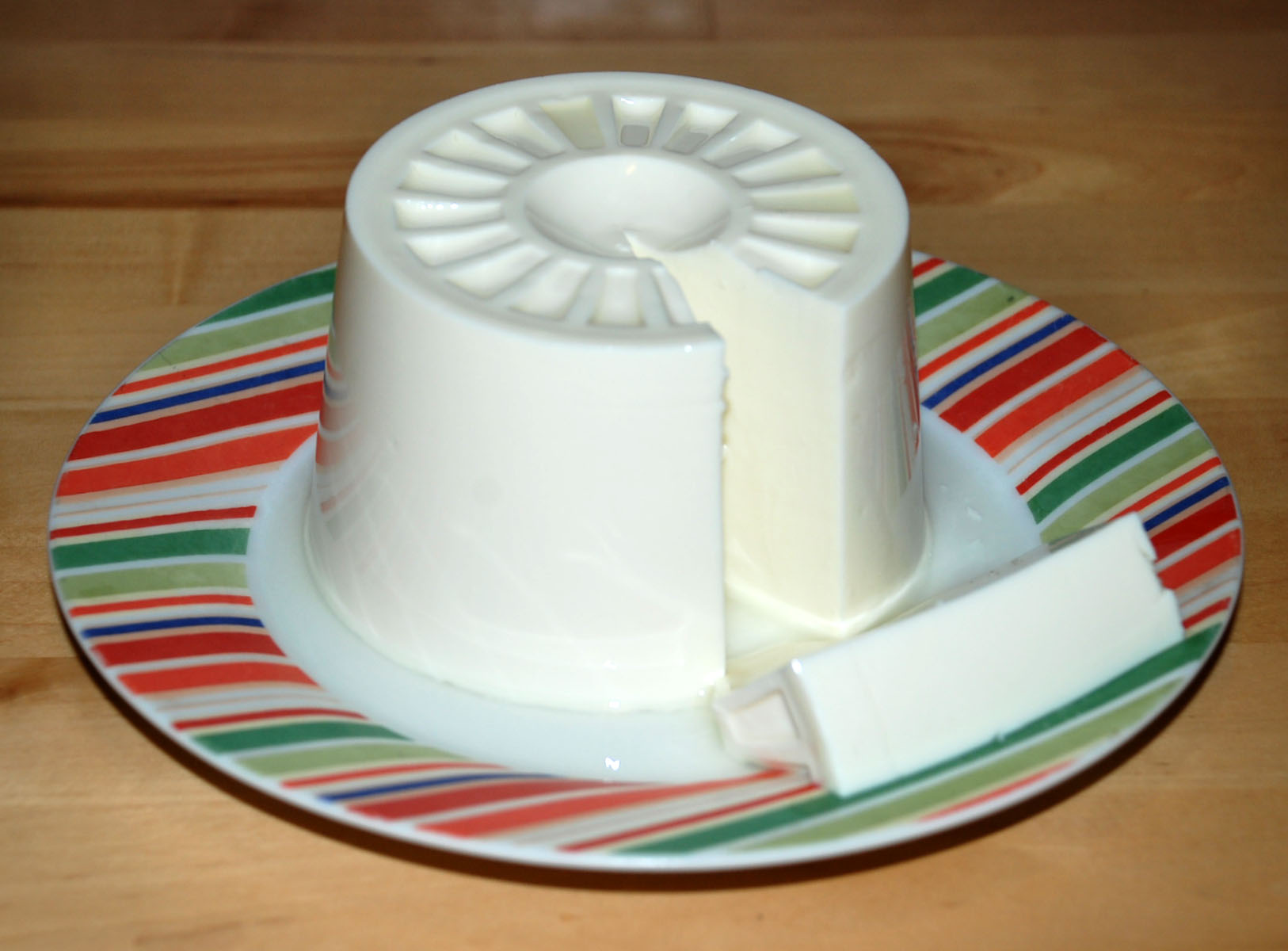
Сир Бургос

Бургос або Бургоський сир (ісп. Queso de Burgos) — іспанський молодий сир з овечого молока. Виробляється цілий рік в провінції Бургос в Кастилії і Леоні. Сир білого кольору, має м'який кисло-солоний молочний смак. Сирна головка циліндричної форми важить 1-2 кг. Також зустрічається в продажу маленькими упаковками по 100 г. Має обмежений термін зберігання. Подається до ігристих вин, сухому білому і червоному вину, також подається з медом, горіхами і айвовим мармеладом як десерт і є інгредієнтом салатів.

## Використання
Зазвичай його їдять з медом, айвою або волоськими горіхами (десерт, відомий як "дідівський десерт"), або в салатах. Останніми роками його споживання зросло, оскільки це дуже корисний і натуральний продукт з високим вмістом білка.